# Le Bourgneuf-la-Forêt
Le Bourgneuf-la-Forêt è un comune francese di 1 803 abitanti situato nel dipartimento della Mayenne nella regione dei Paesi della Loira.

## Società

### Evoluzione demografica
Abitanti censiti